# Protaetia excavata
Protaetia excavata es una especie de escarabajo del género Protaetia, familia Scarabaeidae. Fue descrita científicamente por Gory & Percheron en 1833.
Especie nativa de la región paleártica. Habita en Transcaspia, Cáucaso meridional, Turquía y Armenia.